# هانکوت
هانکوت (به انگلیسی: Huncote) یک روستا و محله مدنی در بریتانیا است که در Blaby واقع شده‌است. هانکوت ۰٫۳۸۸ کیلومتر مربع مساحت و ۱٬۷۵۶ نفر جمعیت دارد.